# Passportisation
Unter Passportisation versteht man die massenhafte Verleihung der Staatsbürgerschaft an die Bevölkerung eines bestimmten ausländischen Territoriums durch die Ausstellung und Verteilung von Reisepässen, in der Regel innerhalb eines relativ kurzen Zeitraums.
Das Vorgehen wurde vor allem von den russischen Behörden angewandt, die in der Regel Inhabern ehemaliger sowjetischer Pässe einen einfachen Zugang zur Beantragung russischer Pässe ermöglichten. Grundlage für diese Einbürgerungen ist Art. 14 des 2002 geänderten russischen Staatsbürgerschaftsgesetzes, der die Einbürgerung in einem vereinfachten Verfahren ermöglicht, insbesondere wird die Bedingung eines fünfjährigen Aufenthalts auf russischem Staatsgebiet für ehemalige Bürger der Sowjetunion ausgesetzt, Art. 14 Abs. 4 des russischen Staatsbürgerschaftsgesetzes. Wenn die Zahl der Inhaber russischer Pässe in Regionen angrenzender Staaten zunimmt, beruft sich Russland auf sein nationales Interesse am Schutz seiner Bürger, um die Unabhängigkeit oder Annexion dieser Regionen zu fördern. Dieses Vorgehen war in Georgien und der Ukraine am häufigsten zu beobachten.

## Georgien
In Georgien war dies in den Regionen Südossetien und Abchasien der Fall, wo die Einwohner weiterhin Bürger der Sowjetunion waren und ihre sowjetischen Pässe auch noch ein Jahrzehnt nach dem Zerfall der Sowjetunion behalten hatten. Im Jahr 2002 vereinfachte ein neues russisches Staatsbürgerschaftsgesetz den Erwerb der Staatsbürgerschaft für jeden Bürger der Sowjetunion, unabhängig vom derzeitigen Wohnort. In Abchasien und Südossetien brachten russisch-nationalistische Nichtregierungsorganisationen wie der Kongress der russischen Gemeinden Abchasiens die Papiere zur Bearbeitung in eine nahe gelegene russische Stadt, so dass die Einwohner nicht reisen mussten, um die russische Staatsbürgerschaft zu erhalten. Bis zum 25. Juni 2002 hatten etwa 150 000 Abchasen die russische Staatsbürgerschaft zusätzlich zu den 50 000, die sie bereits besaßen, mit dem Segen der Behörden in Suchum erhalten. Das georgische Außenministerium verurteilte die Passvergabe als eine "beispiellose illegale Kampagne". Seit dem 1. Februar 2011 sind sowjetische Pässe für den Grenzübertritt zwischen Russland und Abchasien nicht mehr gültig.
Im April 2009 stellte der Hohe Kommissar für nationale Minderheiten der OSZE fest, dass "Druck auf die georgische Bevölkerung im Rajon Gali ausgeübt wird, indem ihre Rechte auf Bildung eingeschränkt werden, sie zwangsweise "passportisiert", zu den abchasischen Streitkräften eingezogen werden und ihre Bewegungsfreiheit eingeschränkt wird".
Die extraterritoriale Einbürgerungspraxis Russlands in Südossetien und Abchasien seit 2002 stellt eine völkerrechtswidrige Intervention dar und verletzt die territoriale Souveränität Georgiens.

## Ukraine
Russland hat seit 2019 in großem Umfang Menschen in den ukrainischen Regionen Donezk und Luhansk eingebürgert. Möglich wurde dies durch Art. 29  Abs. 1 des russischen Staatsbürgerschaftsgesetzes durch Gesetz vom 27. Dezember 2018 eingefügt wurde. Diese Bestimmung ermächtigt den russischen Präsidenten, Kategorien von ausländischen Staatsbürgern und Staatenlosen festzulegen, die die russische Staatsbürgerschaft im vereinfachten Verfahren beantragen können. Durch den Erlass Nr. 183 vom 24. April 2019 wurden die Einwohner der Regionen Donezk und Luhansk dazu berechtigt.